# Adrian Cristea
Adrian Cristea (* 30. November 1983 in Iași) ist ein rumänischer ehemaliger Fußballspieler auf einer Position im Mittelfeld.

## Karriere

### Verein
Cristeas Profikarriere startete 2002 in seiner Heimatstadt bei Politehnica Iași in der Divizia B, der zweithöchsten Spielklasse Rumäniens. Bereits in seinem ersten Jahr absolvierte er 27 Spiele und erzielte fünf Treffer. In seiner zweiten Saison schaffte der Verein den Aufstieg in die Divizia A. Sein Debüt in der ersten Liga gab er am 30. Juli 2004 bei der 1:2-Niederlage gegen Rapid Bukarest.
Durch gute Leistungen für Iași wurde Dinamo Bukarest auf den rechten Mittelfeldspieler aufmerksam. In der Winterpause 2004/05 wechselte er schließlich zum Hauptstadtklub. Nach anfänglichen Problemen bei Dinamo mit nur 25 Einsätzen in zwei Jahren entwickelte er sich dort zum Stammspieler. Zur Saison 2006/07 sorgte er auch auf internationaler Ebene für Schlagzeilen, als er in zehn Spielen im UEFA-Cup drei Treffer erzielen konnte.
Nach sechs Jahren verließ Cristea Dinamo im Januar 2011 und schloss sich dem Ligakonkurrenten Universitatea Cluj an. Im Sommer 2012 wechselte er zu Petrolul Ploiești, ein halbes Jahr später zog es ihn für ein halbes Jahr auf Leihbasis zu Standard Lüttich nach Belgien. Nach seiner Rückkehr nahm ihn der amtierende rumänische Meister Steaua Bukarest unter Vertrag.
Im Januar 2014 wurde sein Vertrag in Bukarest aufgelöst. Er war ein halbes Jahr ohne Engagement, ehe er im September 2014 bei CS Concordia Chiajna anheuerte. Im September 2015 wurde Cristea für ein halbes Jahr gesperrt. Anschließend kam er nur noch selten zum Einsatz und fand sich meist auf der Ersatzbank wieder.

### Nationalmannschaft
Sein Debüt in der rumänischen Fußballnationalmannschaft gab Cristea am 7. Februar 2007 gegen die Moldawien. Für die Fußball-Europameisterschaft 2008 in der Schweiz und Österreich wurde er von Nationaltrainer Victor Pițurcă ins Aufgebot der Rumänen berufen. Die Mannschaft schied bereits nach der Gruppenphase aus. Cristea absolvierte dabei keine Spielminute und war nur Zuschauer. Nach dem Turnier wurde Cristea von Pițurcă nicht mehr berücksichtigt und kehrte erst unter dessen Nachfolger Răzvan Lucescu Anfang September 2009 ins Nationalteam zurück. Nach zwei Einsätzen in der WM-Qualifikation musste er erneut zwei Jahre auf die nächste Nominierung warten. Das EM-Qualifikationsspiel gegen Belarus am 7. Oktober 2011 war zugleich sein letztes Länderspiel.

## Erfolge
- Rumänischer Meister: 2007
- Rumänischer Pokalsieger: 2005
- Aufstieg in der Divizia A: 2004